# 17452 Amurreka
17452 Amurreka este un asteroid din centura principală de asteroizi.

## Descriere
17452 Amurreka este un asteroid din centura principală de asteroizi. A fost descoperit pe 16 august 1990 la Observatorul La Silla de Eric Walter Elst. Asteroidul prezintă o orbită caracterizată de o semiaxă mare de 2,96 ua, o excentricitate de 0,07 și o înclinație de 5,6° în raport cu ecliptica.